# Mark Leinhos
Mark Leinhos (* 7. Oktober 1991 in Deutschland) ist ein deutscher Handballspieler.
In der Jugend spielte Leinhos für den HSC Schmiden-Oeffingen und parallel bei der 2. Mannschaft des TSV Schmiden. 2009 wechselte er zu den Sportfreunden Schwaikheim, wo er in der Württembergliga spielte. Im Jahr 2011 wechselte er innerhalb der Württembergliga zurück zum TSV Schmiden. Zur Saison 2014/15 wechselte er zum TV Bittenfeld, wo er in der 2. Mannschaft in der Württembergliga spielte und auch in der 1. Mannschaft des TVB in der 2. Bundesliga eingesetzt wurde. Zur Saison 2016/17 wechselte Leinhos zum Württembergliga-Aufsteiger TSV Weinsberg. Danach wechselte Leinhos zum Oberligisten VfL Waiblingen.
Leinhos wird als Rückraum- und Außenspieler eingesetzt.